# 李建荣
李建荣（韓語：이건영，1926年9月2日—2023年3月11日），韩国前军人与政治人物。

## 生涯

### 出生和童年，籍贯和雅号
原籍咸平，生于江原道宁越郡，在江原道铁原郡度过幼年，号晚湖。

### 主要经历
- 1952年 陆军第六师第二团所属装甲营长
- 1955年 陆军第六师第二团所属装甲营长。
- 1956年 陆军第三十师第九十一团长
- 1961年 陆军第九师三十团长
- 1963年 国家重建最高会议外国防委员会咨询委员
- 1963年 陆军第二军司令部政训参谋
- 1964年 大韩民国国会联络军官团长。
- 1965年 陆军第二军人事参谋
- 1966年 陆军第六师参谋长。
- 1967年 担任陆军第6师参谋长时晋升陆军准将。
- 1968年 陆军第6师副师长。
- 1971年 任陆军第6师师长的同时晋升为陆军少将。
- 1972年 陆军大学校长。
- 1973年 陆军总部企划参谋部长。
- 1974年 任陆军第五军团长的同时晋升陆军中将。
- 1976年 担任国防部管理助理次官。
- 1977年中央情报部助理次长。
- 1978年，陆军参谋次长。
- 1979年 任陆军第三军司令。
- 1979年 12月12日军事叛乱导致陆军第三军司令职位被解除。
- 1980年 陆军中将退役。
- 1982年 韩国马事会会长。
- 1985年 韩国马事会会长兼韩国骑马协会会长。
- 1986年 高丽大学行政系兼职教授（1986年离任）。
- 1986年 仁荷大学行政专业特聘教授（1988年离任）。
- 1987年 汉阳大学行政系兼职教授（1988年离任）。
- 1988年 新民主共和党党务委员兼国防安保行政特别助理委员（1989年离任）。
- 1991年 韩国马事会顾问。
- 1992年 民主自由党安全委员长兼国防安全行政委员。
- 1992年 任新政治改革党安全委员长兼党务委员。
- 1992年 国民党安全委员长兼党务委员。
- 1992年 任统一国民党安全委员长兼党务委员。
- 1992年 大韩民国第十四届统一国民党国会议员（在任：1992年5月30日─1993年3月17日）
- 1992年 任统一国民党常任委员兼党务委员。
- 1993年 脱离统一国民党。
- 1993年 民主自由党党务委员。
- 1994年 脱离民主自由党。
- 1994年 新民党国防外交行政科学特别助理委员。
- 1994年 新民党专职委员兼党务委员。
- 1995年 自由民主联合国防外交行政代表委员。
- 1995年 自由民主联合前任代表委员兼党务委员。
- 1995年 脱离自由民主联合。
- 1996年 新韩国党国防外交安保行政特别助理委员。
- 1996年 新韩国党最高专职委员兼党务委员。

## 学历
- 忠清北道堤川松鹤高等普通学校（先河） → 毕业于咸镜南道元山南谷高等农林学校
- 大韩民国陆军士官学校第7届
- 美国陆军步兵学校初等军事班毕业
- 大韩民国陆军步兵学校高等军事班毕业
- 大韩民国陆军炮兵学校高级指挥班毕业
- 大韩民国陆军工兵学校高级指挥班毕业
- 美国陆军野战炮兵学校高级指挥班毕业
- 弗吉尼亚综合军事学院毕业
- 毕业于美国密苏里综合军事学院
- 大韩民国陆军大学毕业
- 马山大学政治经济学专业学士
- 大韩民国国防大学行政学士第11期（1966年）
- 大韩民国国防大学院行政学硕士（1969年）

## 出版书籍
《李建榮回憶錄：敗者的勝利》（이건영 회고록：敗者의 勝利，1996年5月），進明文化社